# آندرانیک آپلیان
آندرانیک آپلیان (فرانسوی: Antranick Apellian‎؛ ۲۶ دسامبر ۱۹۲۹ در مارسی – ۱۰ ژوئن ۲۰۱۷ در  آژاکسیو) بازیکن راگبی ۱۳ نفرهاهل ارمنستان-فرانسه بود که در دهه‌های ۱۹۵۰ و ۱۹۶۰ میلادی در پست هوکر بازی می‌کرد.

## تیم ملی
وی همچنین در تیم ملی راگبی ۱۳ نفره فرانسه بازی کرده‌است.